# Arbutus canariensis
Arbutus canariensis és una espècie de planta amb flors dins la família de les ericàcies (Ericaceae).

## Distribució i hàbitat
A.canariensis és un arbre endèmic de les Illes Canàries, i és poc freqüent. Creix als boscos termòfils, tot i que també hi creix als boscos de laurisilva, un tipus de bosc subtropical que es troba en zones amb alta humitat i temperatures suaus, relativament estables.

## Descripció
Pot arribar a fer 6 metres d'alçada, i n'és característica la seva escorça rogenca que es desprèn en plaques fàcilment. Presenta fruits comestibles. Les seves fulles són oblongo-lanceolades de fins a 15 cm, serrades i les seves baies són carnoses i globoses, de color taronja o groc quan estan madures. Les flors són de color blanc-verdós, amb tons vermellosos o rosacis, i es disposen penjant en forma de campana.

## Història
Actualment és una espècie protegida per l'Annex II de l'Ordre de Flora de la legislació autonòmica de les Illes Canàries. Alguns el consideren com l'arbre de les pomes d'or de la mitologia grega.

## Propietats
El seu fruit és astringent.

## Taxonomia
Arbutus canariensis va ser descrita per S. Veillard i publicat a Traité des Arbres et Arbustes [Nouvelle edition] 1: 80. 1800.
Etimologia
Arbutus: nom llatí de l'"arboç".
canariensis: epítet relatiu de l'arxipèlag canari, en el seu sentit més ampli.
Sinonímia
Els següents noms són sinònim d'Arbutus canariensis:
- Arbutus callicarpa Buch in Phys. Beschr. Canar. Ins.: 146 (1828)
- Arbutus longifolia Andrews in Bot. Repos. 10: t. 664 (1814)
- Arbutus procera Sol. ex DC. in Prodr. 7: 581 (1839)

## Galeria

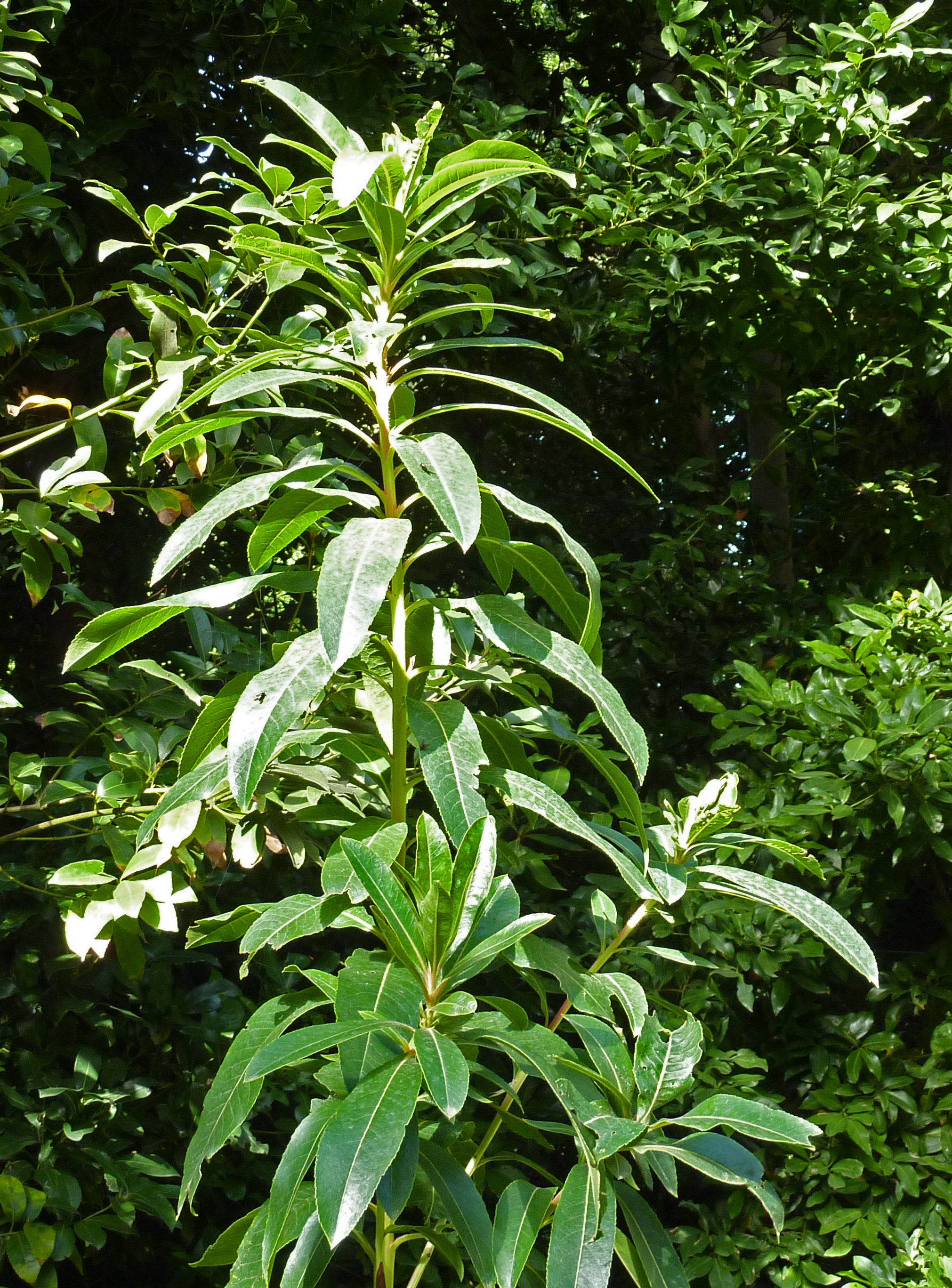
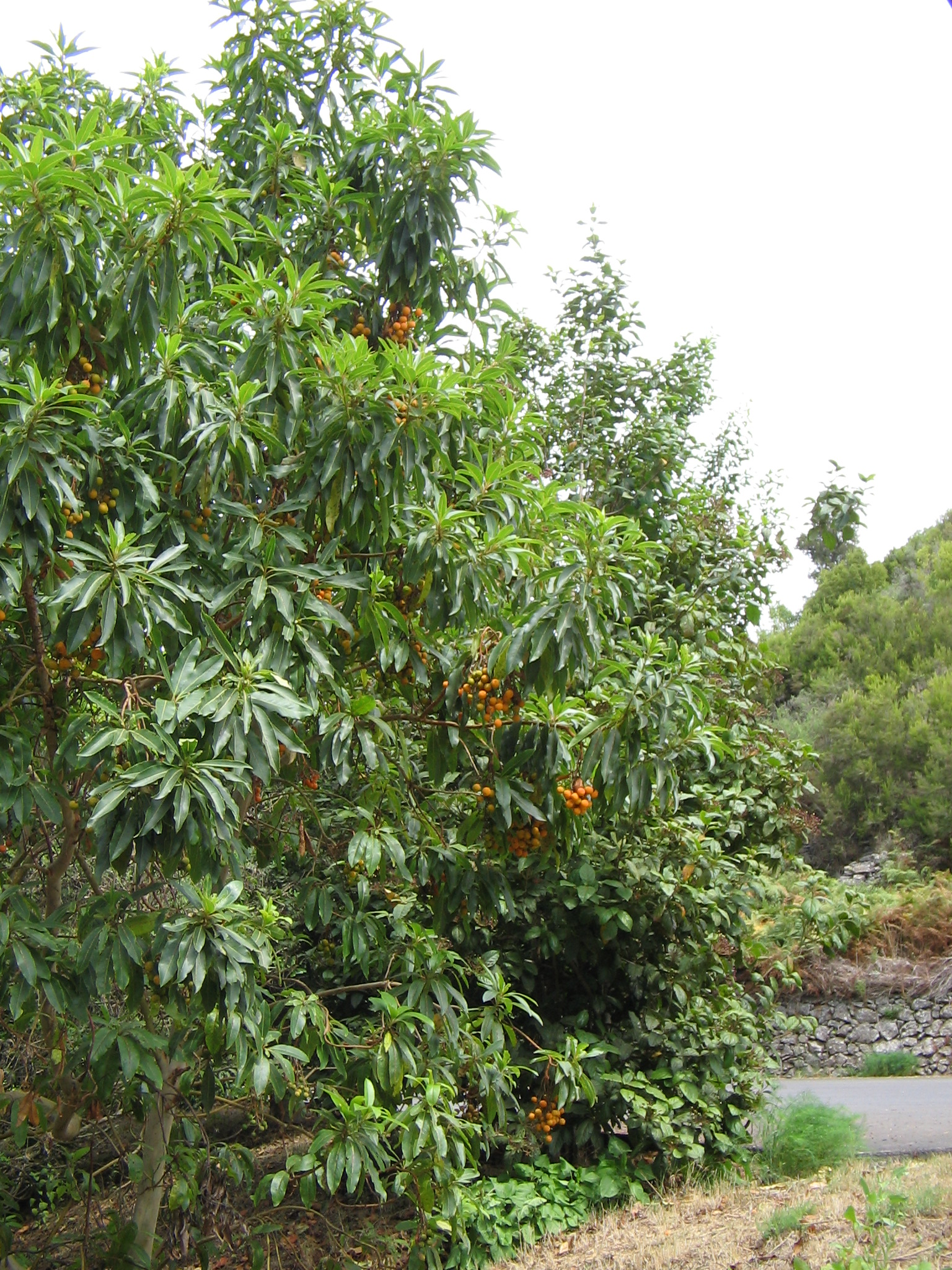
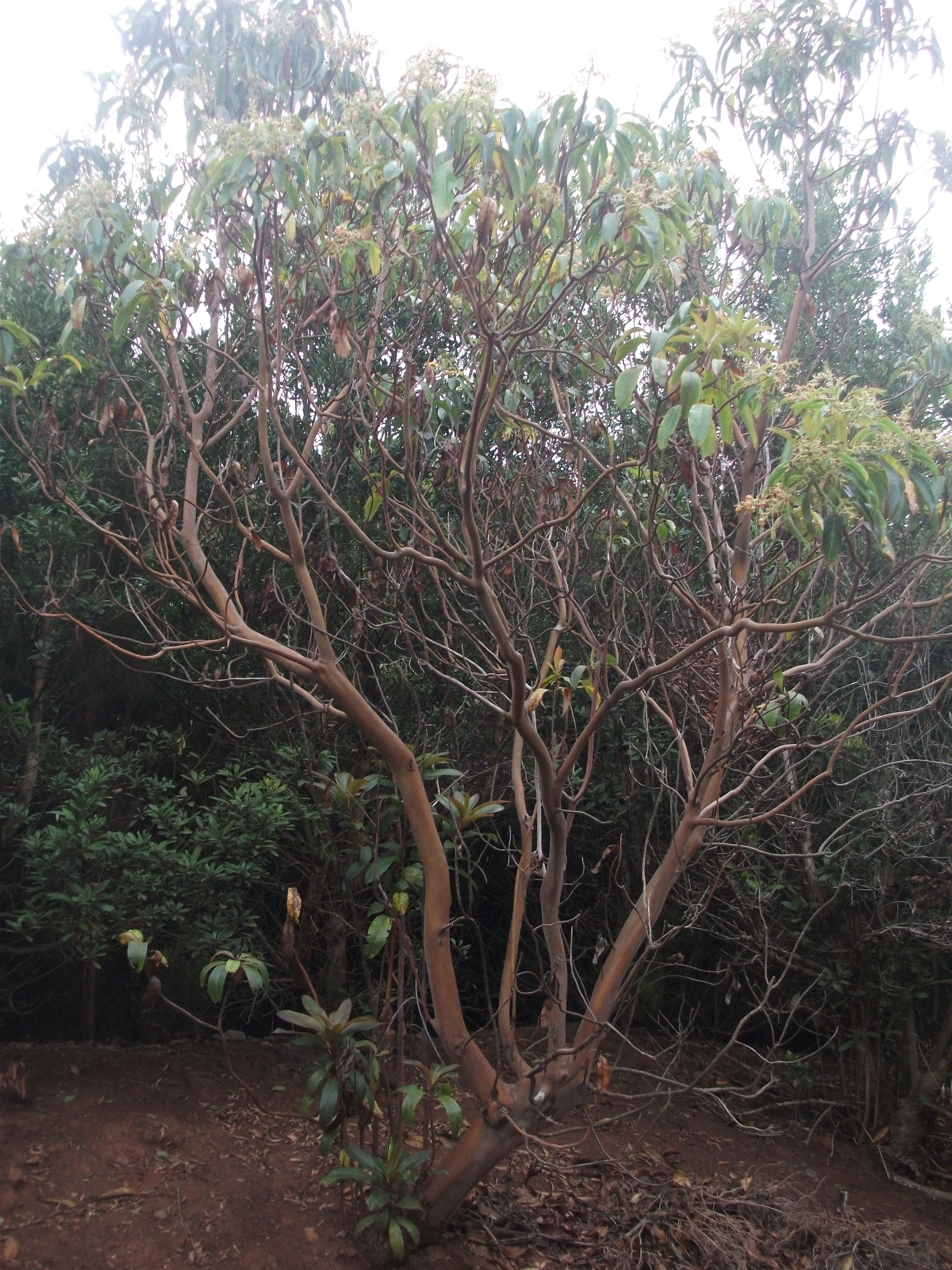
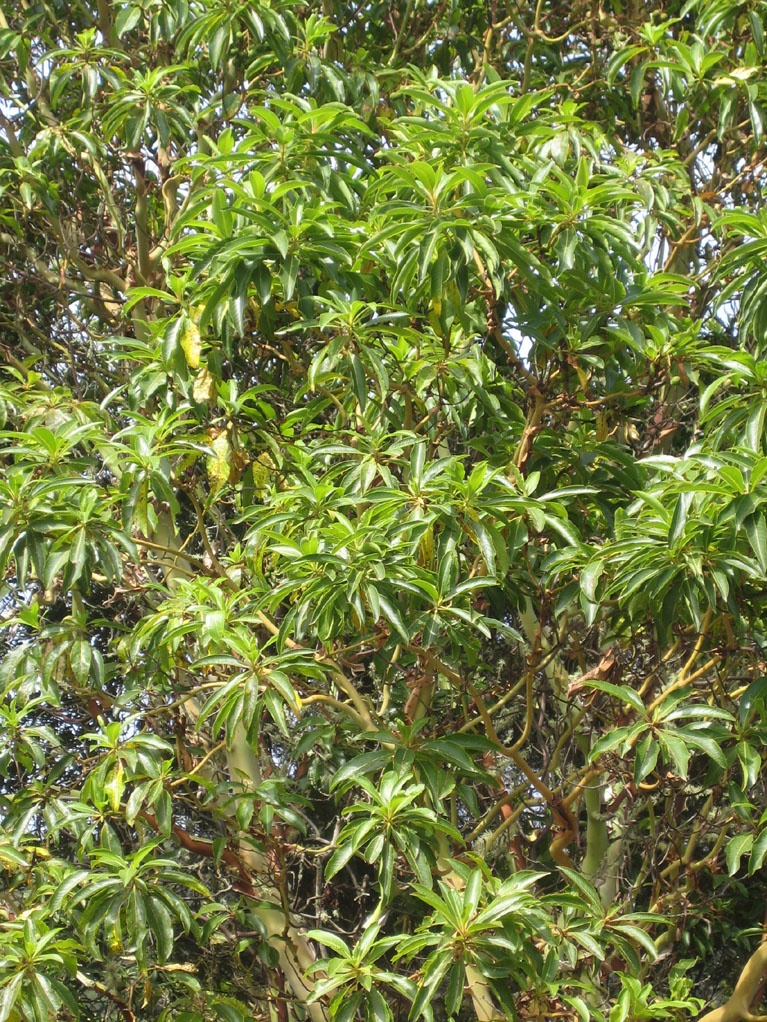